# بازگشت به از
بازگشت به اُز (انگلیسی: Return to Oz) فیلمی در ژانر فانتزی است که در سال ۱۹۸۵ منتشر شد.

## موضوع فیلم
«دوروتی» که توسط دختری اسرارآمیز از آزمایش‌های وحشتناک نجات داده می‌شود، پس از نابودی زیبایی‌های سرزمین جادویی توسط یک جادوگر و پادشاه به «اوز» فراخوانده می‌شود…

## بازیگران
- فیروزه بالک
- جین مارش
- پایپر لوری
- مت کلارک
- دیپ روی
- برایان هنسون
- نیکول ویلیامسون
- جان الکساندر
- سوفی وارد
- مک ویلسون